# Lê Tư Lành
Lê Tư Lành (1914 - 1995) là một nhà giáo, nhà nghiên cứu lịch sử Việt Nam. Ông sinh ở xã Duy Tân, huyện Duy Tiên, tỉnh Hà Nam.
Lê Tư Lành tốt nghiệp trung học tại trường Bưởi năm 1937. Sau khi tốt nghiệp, ông dạy lịch sử ở một số trường tư thục như Gia Long, Văn Lang...
Tháng 9 năm 1945 ông tham gia Ủy ban Kháng chiến Hành chính huyện Duy Tiên và đã trúng cử đại biểu Quốc hội khóa đầu tiên của nước Việt Nam Dân chủ Cộng hòa (Quốc hội khóa I). Ngày 26 tháng 7 năm 1947 ông được đặc cách và tạm thời làm Ủy viên Ủy ban Hành chính tỉnh Hà Nam thay ông Lý Trang An được cử vào Ủy ban Kháng chiến. Tháng 2 năm 1950, từ Ủy viên Dự khuyết,ông được bầu làm Ủy viên chính thức của Ban Thường trực Quốc hội. Từ năm 1959 đến năm 1960, ông là Ủy viên Ban sửa đổi Hiến pháp do Hồ Chí Minh làm Trưởng ban.
Trong thời gian 1960 đến 1973 Lê Tư Lành chuyển sang công tác ở Vụ Bảo tồn bảo tàng, Bộ Văn hóa, nghiên cứu ở Viện bảo tàng lịch sử, tham gia giảng dạy cho lớp đại học Hán Nôm đầu tiên dưới chế độ mới (1965-1968). Năm 1973 ông nghỉ hưu.
Ông còn là dịch giả một số tác phẩm tiếng Pháp của Voltaire và một số tác giả khác.

## Gia đình
Lê Đăng Doanh là con trai ông. Kim Lân là thông gia của ông. Thành Chương là đệ tử của ông, vì vậy Chương đã biếu ông một bức tượng điêu khắc bán thân.
Con trai khác là Lê Dưỡng Hạo, nhà nghiên cứu Hán Nôm công tác tại Bảo tàng Mỹ thuật VN, đã mất năm 2002.